# Adamson-Eric
Adamson-Eric, né Erich Carl Hugo Adamson le 18 août 1902 à Tartu – mort le 2 décembre 1968 à Tallinn, est un peintre et céramiste estonien.

## Biographie
Boursier de l’État d'Estonie, élève et disciple de la Kunstgewerbeschule de Berlin, des Académies Colarossi, Ranson, de Montparnasse ainsi que d'André Lhote et de Basile Schoukhaïeff à Paris, il expose au Salon des Tuileries en 1928-1929, au Salon d'Automne (1927-1928) et participe en 1929 à l'Exposition de l'Art estonien à la Galerie de la Palette française. En 1927 il a exposé  à la Galerie Drouant, chez Zivi (1928) et la même année à la Galerie du Taureau. 
A l'étranger, il expose à Berlin (1925), (1929) et Lübeck (1929) et, depuis 1925, dans son pays natal. 
Ses œuvres sont conservées au Musée du Jeu de Paume, au Musée de Tallinn et au Musée Athéneum d'Helsingfors. 
Il est aussi célèbre comme décorateur pour ses dessins de tapis et de meubles.
Il est inhumé au cimetière boisé de Tallinn.